# Patinação de velocidade nos Jogos Olímpicos de Inverno de 2010 - 500 m masculino
As competições de 500 m masculino da patinação de velocidade nos Jogos Olímpicos de Inverno de 2010 foram disputadas no Richmond Olympic Oval em Vancouver, Colúmbia Britânica, em 15 de fevereiro de 2010.

## Medalhistas
| Ouro   | KOR Mo Tae-bum          |
| Prata  | JPN Keiichiro Nagashima |
| Bronze | JPN Joji Kato           |

## Recordes
Antes desta competição, os recordes mundiais e olímpicos da prova eram os seguintes:
500 metros (1 corrida)
| Tipo | Atleta             | Tempo   | Local          | Data                    |
| ---- | ------------------ | ------- | -------------- | ----------------------- |
|      | Jeremy Wotherspoon | 34.03 s | Salt Lake City | 9 de novembro de 2007   |
|      | Casey Fitzrandolph | 34.42 s | Salt Lake City | 11 de fevereiro de 2002 |

500 metros (2 corridas)
| Tipo | Atleta             | Tempo   | Local          | Data                    |
| ---- | ------------------ | ------- | -------------- | ----------------------- |
|      | Jeremy Wotherspoon | 68.31 s | Calgary        | 15 de março de 2008     |
|      | Casey Fitzrandolph | 69.23 s | Salt Lake City | 11 de fevereiro de 2002 |

Nenhum recorde foi estabelecido nesta prova nos Jogos de Vancouver.

## Manutenção da pista de gelo
As corridas de patins foram interrompidas por cerca de noventa minutos durante a primeira sessão, devido a preocupações sobre o desgaste natural da pista, depois da passagem de muitos patinadores. Os dois veículos especiais, que alisam a superfície, estavam avariadas. Uma máquina reserva foi utilizada, mas deixou a superfície muito áspera e com pouca segurança para os atletas. Arie Koops, diretor da Federação Holandesa de Patinação no Gelo, disse em entrevista que "Se uma máquina estava quebrada, eles deveriam ter preparado o terceiro. Ela estava lá na garagem. Nunca vi nada como isto". Após o incidente, um veículo zamboni foi trazido de Calgary para servir a pista durante o restante dos jogos. O patinador norte-americano Shani Davis retirou-se do evento por achar que estava ficando demasiadamente tarde e perigoso. Ele estava fora da disputa de medalhas após a primeira corrida, mas tinha outros dois eventos olímpicos programados.

## Resultados
| Pos.              | Atleta                  | Corrida 1 | Corrida 1 | Corrida 1 | Corrida 1 | Corrida 2 | Corrida 2 | Corrida 2 | Corrida 2 | Total  | Dif.  |
| Pos.              | Atleta                  | Par       | Raia      | Tempo     | Pos.      | Par       | Raia      | Tempo     | Pos.      | Total  | Dif.  |
| ----------------- | ----------------------- | --------- | --------- | --------- | --------- | --------- | --------- | --------- | --------- | ------ | ----- |
| Medalha de ouro   | KOR Mo Tae-Bum          | 13        | I         | 34.923    | 2         | 19        | O         | 34.906    | 2         | 69.82  | 0.00  |
| Medalha de prata  | JPN Keiichiro Nagashima | 19        | I         | 35.108    | 6         | 17        | O         | 34.876    | 1         | 69.98  | +0.16 |
| Medalha de bronze | JPN Joji Kato           | 17        | O         | 34.937    | 3         | 20        | I         | 35.076    | 5         | 70.01  | +0.19 |
| 4                 | KOR Lee Kang-Seok       | 17        | I         | 35.053    | 4         | 18        | O         | 34.988    | 3         | 70.041 | +0.22 |
| 5                 | FIN Mika Poutala        | 18        | I         | 34.863    | 1         | 20        | O         | 35.181    | 11        | 70.044 | +0.22 |
| 6                 | NED Jan Smeekens        | 13        | O         | 35.160    | 12        | 15        | I         | 35.051    | 4         | 70.21  | +0.39 |
| 7                 | CHN Yu Fengtong         | 15        | I         | 35.116    | 7         | 16        | O         | 35.120    | 7         | 70.23  | +0.41 |
| 8                 | CAN Jamie Gregg         | 16        | O         | 35.142    | 9         | 17        | I         | 35.126    | 8         | 70.26  | +0.44 |
| 9                 | CAN Jeremy Wotherspoon  | 12        | O         | 35.094    | 5         | 19        | I         | 35.188    | 12        | 70.282 | +0.46 |
| 10                | CHN Zhang Zhongqi       | 16        | I         | 35.175    | 14        | 14        | O         | 35.113    | 6         | 70.288 | +0.46 |
| 11                | NED Ronald Mulder       | 20        | I         | 35.155    | 11        | 15        | O         | 35.146    | 10        | 70.30  | +0.48 |
| 12                | USA Tucker Fredricks    | 20        | O         | 35.218    | 15        | 13        | I         | 35.138    | 9         | 70.35  | +0.53 |
| 13                | JPN Yūya Oikawa         | 18        | O         | 35.174    | 13        | 14        | I         | 35.254    | 14        | 70.42  | +0.60 |
| 14                | RUS Dmitry Lobkov       | 9         | O         | 35.133    | 8         | 18        | I         | 35.335    | 15        | 70.46  | +0.64 |
| 15                | KOR Lee Kyu-Hyeok       | 19        | O         | 35.145    | 10        | 16        | I         | 35.344    | 16        | 70.48  | +0.66 |
| 16                | CAN Mike Ireland        | 9         | I         | 35.386    | 17        | 13        | O         | 35.253    | 13        | 70.63  | +0.81 |
| 17                | JPN Akio Ohta           | 15        | O         | 35.315    | 16        | 12        | I         | 35.347    | 17        | 70.66  | +0.84 |
| 18                | GER Nico Ihle           | 2         | O         | 35.532    | 19        | 11        | I         | 35.539    | 18        | 71.07  | +1.25 |
| 19                | KOR Mun Jun             | 14        | I         | 35.552    | 20        | 12        | O         | 35.640    | 19        | 71.19  | +1.37 |
| 20                | NED Simon Kuipers       | 11        | I         | 35.662    | 23        | 11        | O         | 35.669    | 20        | 71.33  | +1.51 |
| 21                | CAN Kyle Parrott        | 11        | O         | 35.577    | 21        | 10        | I         | 35.767    | 23        | 71.344 | +1.52 |
| 22                | POL Maciej Ustynowicz   | 10        | O         | 35.596    | 22        | 9         | I         | 35.753    | 22        | 71.349 | +1.52 |
| 23                | GER Samuel Schwarz      | 3         | O         | 35.795    | 24        | 8         | I         | 35.715    | 21        | 71.51  | +1.69 |
| 24                | ITA Ermanno Ioriatti    | 10        | I         | 35.957    | 29        | 8         | O         | 35.842    | 24        | 71.79  | +1.97 |
| 25                | CHN Wang Nan            | 5         | O         | 35.915    | 26        | 7         | I         | 35.928    | 25        | 71.84  | +2.02 |
| 26                | USA Nick Pearson        | 2         | I         | 35.834    | 25        | 10        | O         | 36.094    | 28        | 71.92  | +2.10 |
| 27                | FIN Tuomas Nieminen     | 7         | O         | 35.940    | 27        | 6         | I         | 36.047    | 26        | 71.98  | +2.15 |
| 28                | CHN Liu Fangyi          | 6         | O         | 36.193    | 34        | 5         | I         | 36.047    | 27        | 72.24  | +2.42 |
| 29                | NED Jan Bos             | 1         | I         | 36.149    | 31        | 6         | O         | 36.111    | 29        | 72.26  | +2.44 |
| 30                | FIN Markus Puolakka     | 5         | I         | 36.152    | 32        | 5         | O         | 36.204    | 31        | 72.35  | +2.53 |
| 31                | POL Konrad Niedźwiedzki | 6         | I         | 36.183    | 33        | 4         | O         | 36.179    | 30        | 72.36  | +2.54 |
| 32                | RUS Aleksander Lebedev  | 3         | I         | 36.144    | 30        | 7         | O         | 36.276    | 33        | 72.42  | +2.60 |
| 33                | FIN Pekka Koskela       | 12        | I         | 35.943    | 28        | 9         | O         | 36.535    | 36        | 72.47  | +2.65 |
| 34                | KAZ Roman Krech         | 8         | I         | 36.261    | 35        | 3         | O         | 36.270    | 32        | 72.53  | +2.71 |
| 35                | RUS Timofey Skopin      | 8         | O         | 36.482    | 37        | 4         | I         | 36.465    | 35        | 72.94  | +3.12 |
| 36                | RUS Yevgeny Lalenkov    | 7         | i         | 36.420    | 36        | 2         | o         | 36.614    | 37        | 73.03  | +3.21 |
| 37                | USA Mitchell Whitmore   | 4         | i         | 36.734    | 39        | 1         | o         | 36.314    | 34        | 73.04  | +3.22 |
| 38                | POL Maciej Biega        | 4         | O         | 36.642    | 38        | 3         | I         | 37.934    | 38        | 74.57  | +4.75 |
| -                 | USA Shani Davis         | 14        | O         | 35.45     | 18        |           |           | NM        | -         | -      | -     |

Legenda
| Recorde mundial      | Recorde mundial (World record)               |                       | Recorde africano                      | Recorde africano (African) |                                           | Q | Classificado por posição (Qualified) |
| Recorde olímpico     | Recorde olímpico (Olympic record)            | Recorde da América    | Recorde da América (Americas)         | q                          | Classificado por melhor tempo (Qualified) |   |                                      |
| Melhor marca do ano  | Melhor marca do ano (World leading)          | Recorde asiático      | Recorde asiático (Asian)              | DNS                        | Não largou (Did not start)                |   |                                      |
| Recorde nacional     | Recorde nacional (National record)           | Recorde europeu       | Recorde europeu (European)            | DNF                        | Não terminou (Did not finish)             |   |                                      |
| Recorde pessoal      | Recorde pessoal do atleta (Personal best)    | Recorde da Oceania    | Recorde da Oceania (Oceania)          | DSQ / DQ                   | Desclassificado (Disqualified)            |   |                                      |
| Recorde da temporada | Recorde da temporada do atleta (Season best) | Recorde sul-americano | Recorde sul-americano (South America) | NM                         | Sem marca (No mark)                       |   |                                      |